# Komet Herschel-Rigollet
Komet Herschel-Rigollet (uradna oznaka je 35P/Herschel-Rigollet) je periodični komet z obhodno dobo približno 155 let. Pripada Halleyjevi družini kometov. 

## Odkritje
Komet je odkrila 21. decembra 1788 v Nemčiji rojena angleška astronomka Caroline Lucretia Herschel (1750–1848) (sestra astronoma Williama Herschla (1738–1822))

## Pojav kometa leta 1789
Komet je prva opazovala 21. decembra leta 1788. V isti noči ga je opazoval tudi njen brat William Herschel. Opisal ga je kot svetlo meglico veliko približno 5 do 6′ (kotnih minut), vendar večjo od planetarne meglice M57. V decembru in januarju je komet opazoval tudi angleški kraljevi astronom Nevil Maskelyne (1732–1811) na Kraljevem observatoriju Greenwich. V Parizu ga je opazoval francoski astronom Charles Messier (1730–1817) na Observatoriju Pariz. Maskelyne je bil zadnji opazovalec, ki je opazoval ta komet. V letu 1789 je francoski astronom Pierre-François-André Méchain (1744–1804) izračunal možni tir kometa. Leta 1922 ga je določala tudi Margaretta Palmer, ki pa je ocenjevala, da se komet giblje po eliptičnem tiru z obhodno dobo približno 1066 let.

## Pojav kometa leta 1939
Komet je ponovno odkril Roger Rigollet 7. junija 1939. Opisal ga je kot prosojno telo z magnitudo 8,0. Pojav kometa sta potrdila Alfonso Fresa na Observatoriju Torino in ameriško-belgijski astronom George Van Biesbroeck (1880–1974) na Observatoriju Yerkes. Komet je počasi izgubljal na svetlosti, zadnje fotografije so uspeli narediti 16. januarja 1940. 
Na osnovi pojava kometa v letu 1939 so naredili ponovne izračune tira Jens P. Möller, Katherine P.Kaster in Thomas Bartlett. Kot datum perihelija so določili 9. avgust 1939. Leland E. Cunningham na Observatoriju Kolidža Harvard je predvidel, da je to komet, ki ga je videl Herschel leta 1788. Končni izračun tirnice je opravil Brian G. Marsden leta 1974. Uporabil je 75 leg kometa v letu 1788 in v letih 1939 in 1940 ter upošteval še težnostni vpliv planetov. 
Komet Herschel-Rigollet je bil najbliže Zemlji 4. novembra 1788 (0,80 a. e.) in 30. julija 1939 (0,82 a. e.).